# Уаитаки (река)

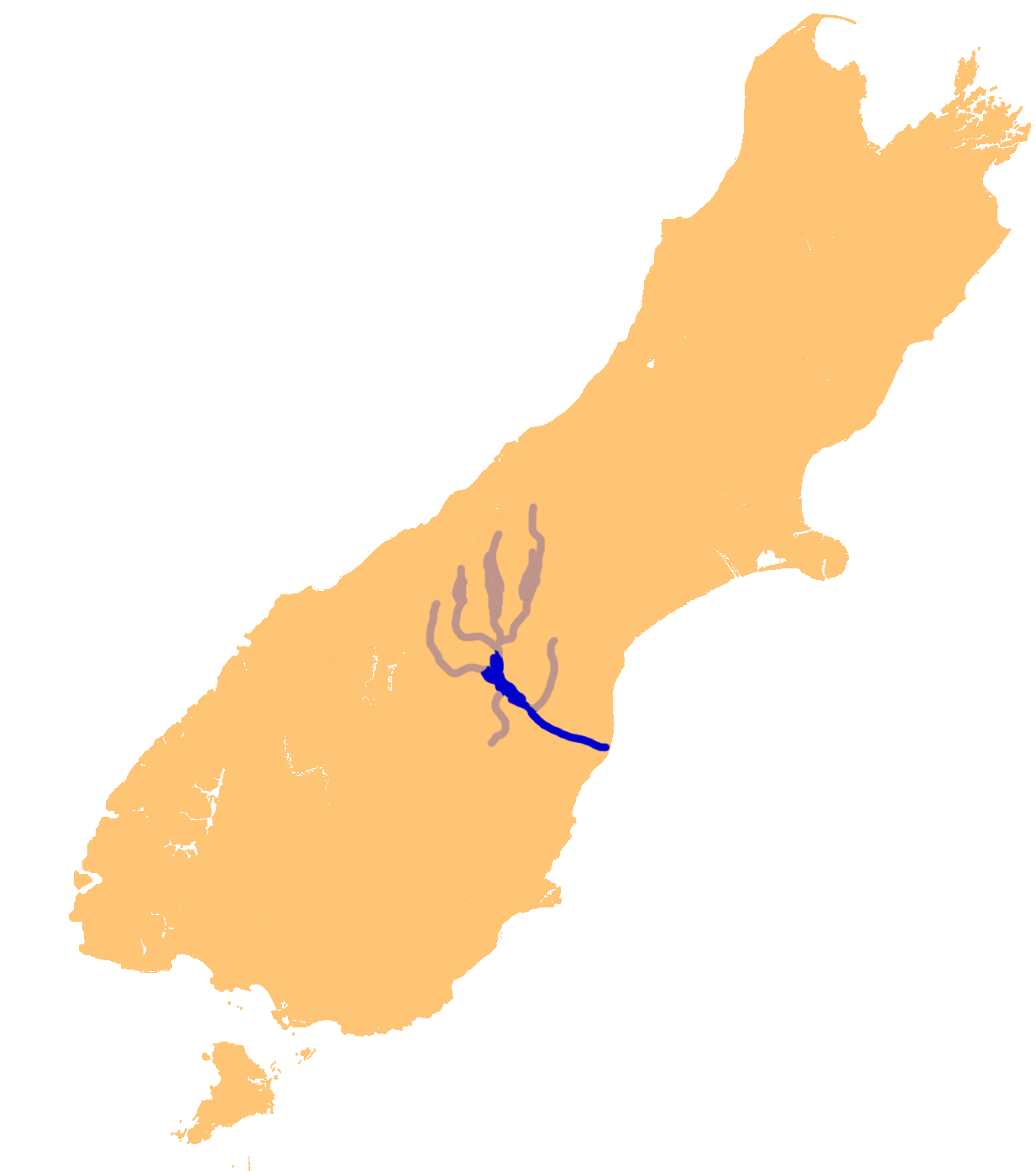
Система реки Уаитаки

Уаита́ки (Уайтаки, англ. Waitaki River) — крупная река на Южном острове в Новой Зеландии. Её длина составляет 110 километров. Является основной рекой Маккензи-Бейсин. Для Уаитаки характерна русловая многорукавность через водохранилища Бенмор, Авимор и Уаитаки. Построены гидроэлектростанции Бенмор (мощностью 540 тыс. кВт) и Авимор.

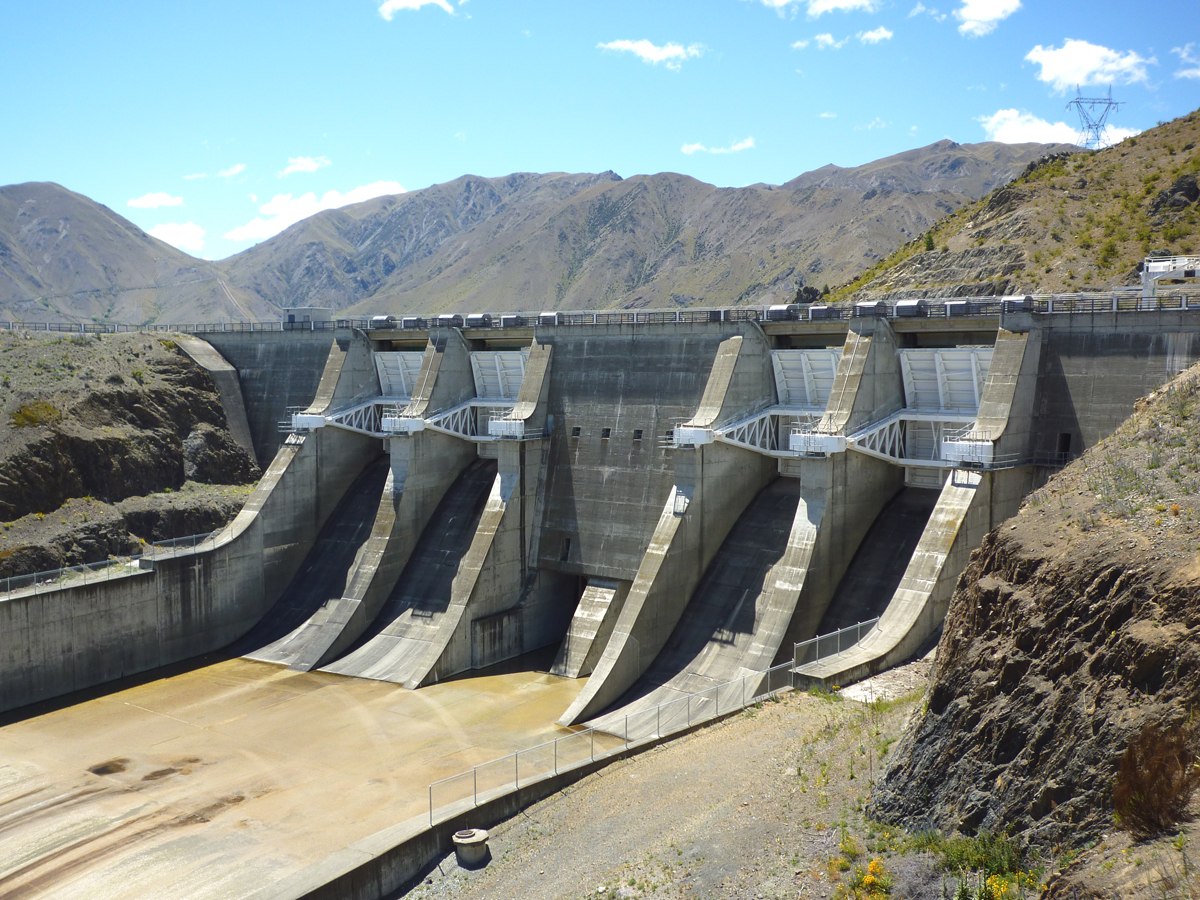
Дамба на водохранилища Бенмор

У истока реки находятся озёра ледникового происхождения. Уаитаки имеет несколько притоков, в частности, реки Ахурири и Хакатарамея. Она течёт через Куроу и Гленейви до впадения в Тихий океан (между Тимару и Оамару) в восточной части острова Южный.
Средний расход воды реки Уаитаки составляет 356 кубометров в секунду (в районе Куроу).
По фарватеру реки проходит граница между регионами Кентербери и Отаго. Таким образом, термин «Юг Уаитаки» часто используется для обозначения регионов Отаго и Саутленд как одного единого (два региона разделяют исторические и этнические связи, которые делают их отличными от более северных регионов).
В 2001 году с предложением сделать серию каналов и дамб на реке выступила компания Meridian Energy. 
Река Уаитаки — популярное место для рыбалки и катания на моторных лодках.